# Concerto per pianoforte e orchestra n. 9 (Mozart)

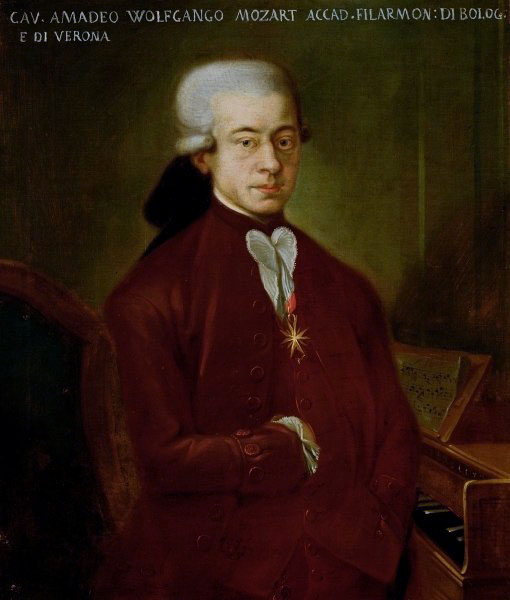
Ritratto di Mozart, eseguito nel 1777

Il Concerto per pianoforte in Mi bemolle maggiore, K 271 fu composto da Wolfgang Amadeus Mozart tra il 1776 e il 1777 a Salisburgo (Austria); è spesso chiamato Jeunehomme Konzert ed è il nono dei suoi ventisette concerti per pianoforte e orchestra. 

## Storia
La denominazione di Jeunehomme Konzert è in riferimento al nome della pianista francese, mademoiselle Jeunehomme, che si sarebbe recata nella cittadina austriaca per una tournée e per la quale Mozart lo avrebbe scritto. Di essa non si è mai saputo alcun particolare, mentre le ricerche del musicologo austriaco Michael Lorenz hanno chiarito che l'opera fu con ogni probabilità destinata alla figlia maggiore del coreografo Jean-Georges Noverre, Louise Victoire, sposata a Vienna con il mercante Joseph Jenamy, pianista, probabilmente incontrata dal compositore nella capitale viennese nel 1773 e sicuramente a Parigi nel 1778. I pochi riferimenti epistolari mozartiani non sarebbero quindi la trascrizione sbagliata del nome Jeunehomme, come è stato sostenuto per la prima volta dagli storici Wyzewa e Saint Foix nella loro biografia mozartiana e accettato dalla tradizione musicologica, ma una trascrizione del nome da sposata della figlia di Noverre, cioè "mad:me jenomé", mentre in un'altra lettera il Concerto K. 271 era stato definito "il concerto per la Jenomy".
Non si hanno cronache della prima esecuzione a Salisburgo; si ha invece un preciso resoconto di una sua esecuzione il 4 ottobre del 1777 a Monaco, con lo stesso Mozart al fortepiano. Il concerto si tenne nell'albergo di Franz Joseph Albert dove Mozart alloggiava; il musicista eseguì anche il Concerto K 246 e due divertimenti (K 254 e K 287).
Questo è il primo grande concerto per pianoforte del musicista salisburghese ed è considerato una delle pietre miliari nella sua produzione, presenta numerose innovazioni stilistiche che verranno riprese in seguito, anticipando di molti anni le atmosfere e le poetiche del periodo viennese. Le sue stesse dimensioni indicano subito la distanza col passato: a fronte dei 18-20 minuti della durata dei Concerti precedenti, il K. 271 supera la mezz'ora. Il lavoro cade nel mezzo del secondo dei periodi in cui è abitualmente suddivisa l'attività compositiva di Mozart, quello della "prigionia salisburghese"; è preceduto da pagine come la Sinfonia in sol minore K 183 e i cinque Concerti per violino, nei quali la inedita profondità espressiva e la ricerca stilistica chiudono i conti con la musica precedente e contemporanea e aprono nuove stagioni. Anche questo Concerto guarda al futuro e salta a piè pari i cinque anni che lo seguiranno, per collocarsi a fianco dei grandi capolavori dell'ultimo periodo, composti a Vienna dal 1782 in poi.
Alfred Einstein, uno dei maggiori storici mozartiani, ha definito il concerto "Jeunehomme" come "l'Eroica mozartiana"; un parallelo con la terza Sinfonia di Beethoven, tradizionalmente il punto di svolta della produzione del compositore di Bonn, non senza riferimento all'identica tonalità di Mi bemolle maggiore.

## Analisi
Il Concerto è organizzato nei tre tempi classici: un primo movimento Allegro in forma di sonata, seguito da un Andantino in forma di romanza e da un Allegro finale in forma di rondò.

### I Allegro
L'Allegro iniziale dichiara subito gli intenti del compositore. L'attacco è quello marziale e solenne caratteristico dei concerti scritti per le grandi occasioni: un primo tema a frasi brevi, molto marcate e segnate da interventi corali dei fiati. Fin dalle prime battute si nota l'inserimento del primo elemento di rottura: il pianoforte interviene subito, già dall'esposizione della seconda parte del primo tema.
La forma classica ormai consolidata prevedeva una prima sezione puramente orchestrale dell'esposizione e l'ingresso dello strumento solista solo nel "da capo". Mozart, anticipando le rivoluzioni beethoveniane e romantiche (o per meglio dire offrendo ad esse un modello), presenta immediatamente il solista per quello che è: un interlocutore paritetico dell'orchestra. Si parla spesso di concezione "operistica" per questo concerto, ed il parallelo teatrale è corretto e non stupirebbe se non fosse che dovranno passare altri cinquant'anni perché questa concezione "teatrale" della musica strumentale trovi le sue formulazioni teoriche, dopo che ormai vi erano stati Mozart, Beethoven e Schubert.
Il pianoforte è dunque in questo concerto un "personaggio"; il protagonista di un dramma (inteso nell'etimo greco di movimento) che si contrappone e dialoga con altri personaggi. Questa concezione teatrale della musica strumentale non abbandonerà più Mozart in tutta la sua produzione successiva. L'orchestra non interagisce come una voce unica; in essa vanno distinti almeno due gruppi: gli archi e i fiati. Gli archi costituiscono qui, come spesso nei lavori futuri, il personaggio antagonista.
Il rapporto con i fiati è più complesso. Mozart per primo intuisce le enormi possibilità cromatiche dei fiati ora in relazione dialettica col solista, ora come strumento di collegamento tra l'orchestra e questo. Proprio nel "Jeunehomme" Mozart incomincia a usare i fiati in questo modo, anche se confrontandone l'ascolto con i Concerti più tardi si può cogliere come la tecnica sia ancora in evoluzione.
I caratteri del primo movimento, per quanto innovativi sul piano tecnico e stilistico, per quanto schiudano orizzonti vasti nelle dinamiche e nello sviluppo della forma concertistica, sono ancora abbastanza in linea con l'estetica e i migliori lavori del suo tempo; si può però già notare un'iniziale insofferenza dell'autore per lo stile galante proprio nella connotazione più profonda e accorata presente nel movimento.

### II Andantino
L'autentica rivoluzione arriva con l'Andantino centrale. Un tempo quasi congelato in una lunga sezione orchestrale in Do minore ci introduce a una pagina di grande bellezza. Un salto estetico di decenni, avvicinabile forse solo all'incipit del primo tempo del Concerto in Re minore. Qui archi e fiati si alternano alla conduzione della linea tematica con quella ricerca cromatica che sarà tipica dell'ultimo Mozart e porta a tensioni assolutamente inedite sino a questo momento. Moltissime le particolarità notevoli in questo concerto; l'uso di note ribattute e tenute ora dei corni, ora degli oboi che sembrano quasi dei tenor bachiani, per anticipare e poi rafforzare i momenti di maggior tensione emotiva e armonica; il dialogo assume una connotazione perfetta tra le diverse parti orchestrali; lo sviluppo tematico è lunghissimo in un brano che dura più di dodici minuti (un tempo pari solo a certi corali bachiani di cinquanta anni prima) e infine l'ambiguità tonale che presenta un continuo oscillare tra tonalità minori e maggiori con la ricerca di accordi aperti. Il pianoforte giunge a vertici di grande espressività e passione per arrivare al termine con recitativi di intenso abbandono e alla cadenza intrisa di accenni dolorosi.

### III Rondò
Il movimento finale si apre con un passaggio senza soluzione di continuità al Rondò che afferma la concezione unitaria dell'opera e ancora una volta anticipa concetti preromantici. Uno solo di questi elementi nuovi avrebbe consegnato questo brano alla storia della musica, trovarli tutti assieme è notevolissimo: una finestra aperta a ciò che di profondo stava maturando nella mente di Mozart e aprirà le porte al "periodo viennese". Fin dal suo attacco il terzo movimento è un'esplosione di virtuosismo. Scuote l'ascoltatore dalle atmosfere diradate dell'Andantino e allo stesso tempo lo proietta in un mondo di luci vorticanti. L'introduzione di un Minuetto in La bemolle maggiore, che si arricchisce di quattro variazioni, ha il compito di smorzare l'acceso virtuosismo del pianoforte. La ripresa, molto dinamica, ripropone ancora momenti di intenso virtuosismo, sempre inseriti in un dialogo costruttivo tra parte sinfonica e solista.
Galante, mondano e grandioso allo stesso tempo fa assaporare un pizzico della grande città alla provinciale nobiltà salisburghese. Anch'esso nasconde una sorpresa, perché lo stupore del pubblico è ciò che Mozart persegue in tutta la sua opera; la sezione centrale è infatti occupata da un lungo e lirico tema del pianoforte per poi chiudere pirotecnicamente tornando al tema iniziale.